# Bruno Gironcoli

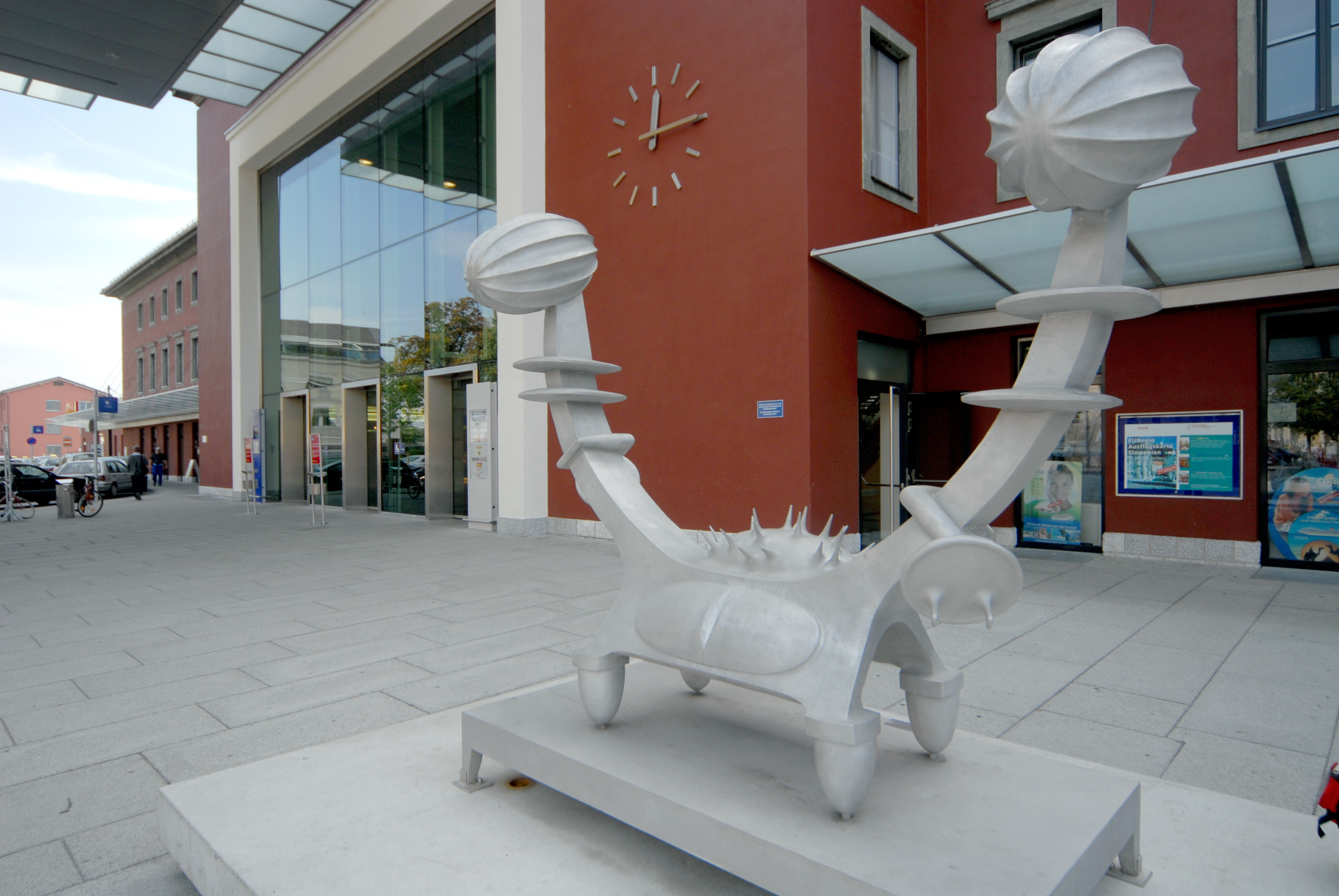
Gironcoli-Skulptur vor dem Hauptbahnhof in Klagenfurt

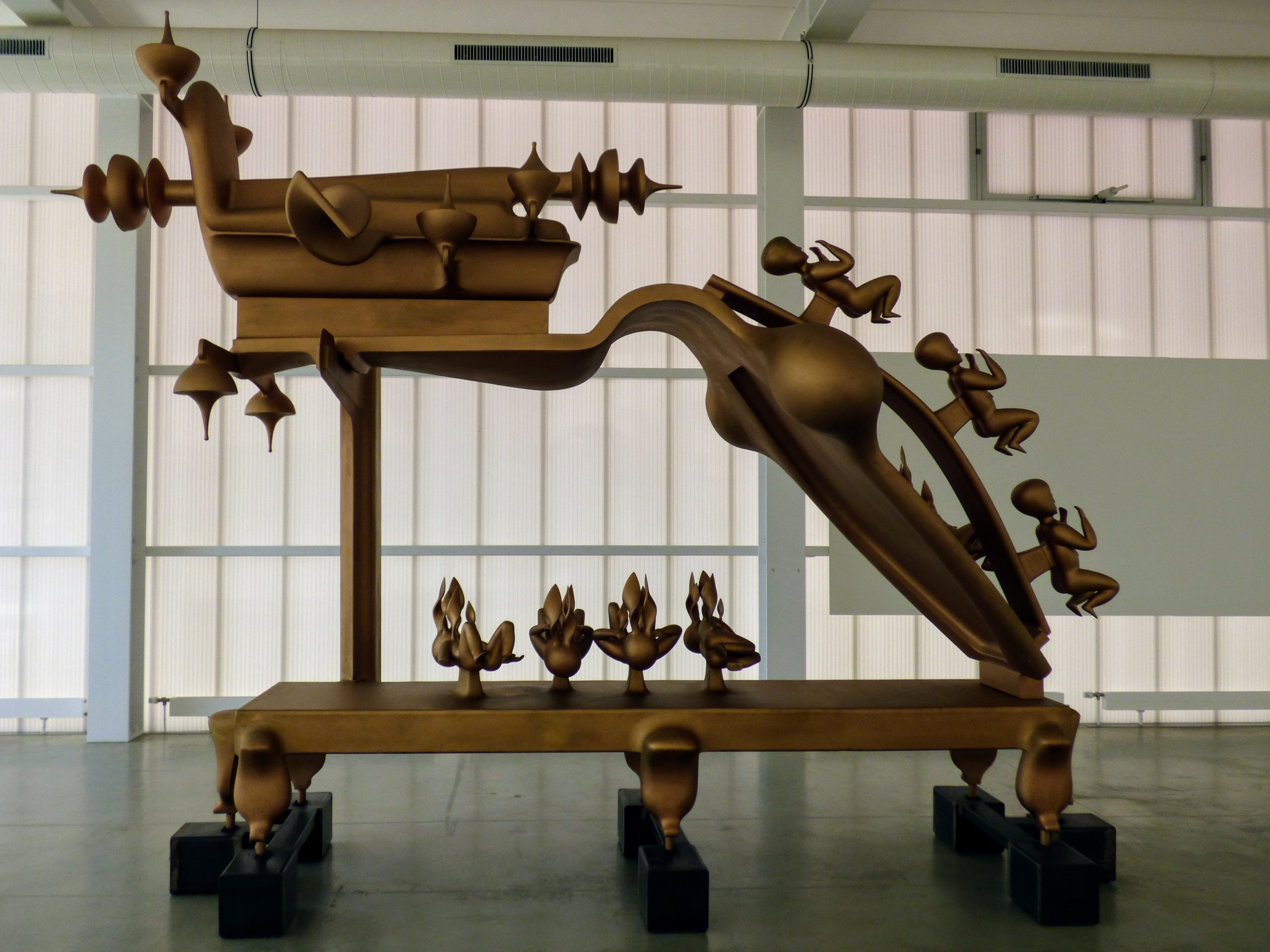
Gironcolimuseum Schloss Herberstein

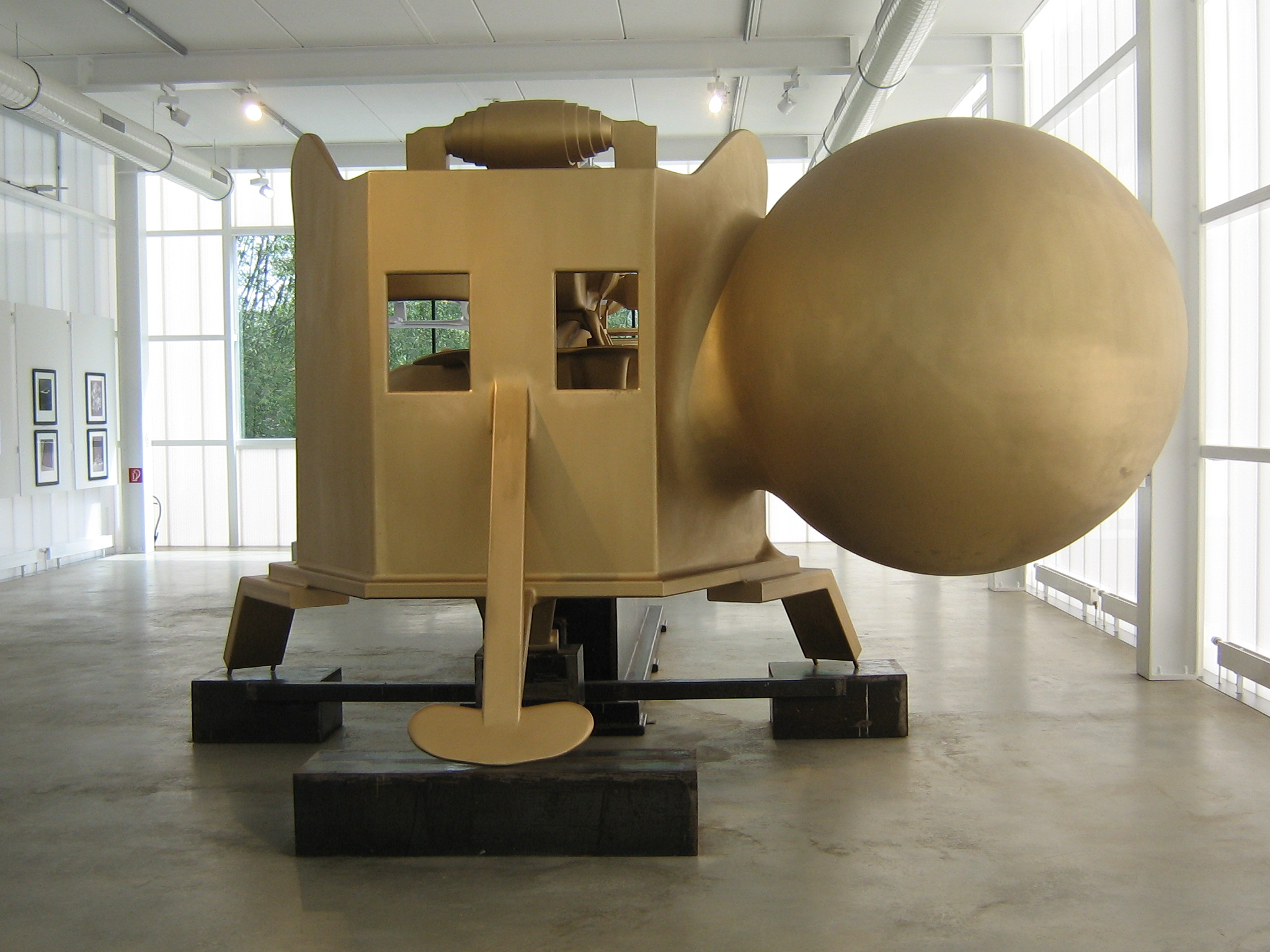
Gironcolimuseum Schloss Herberstein

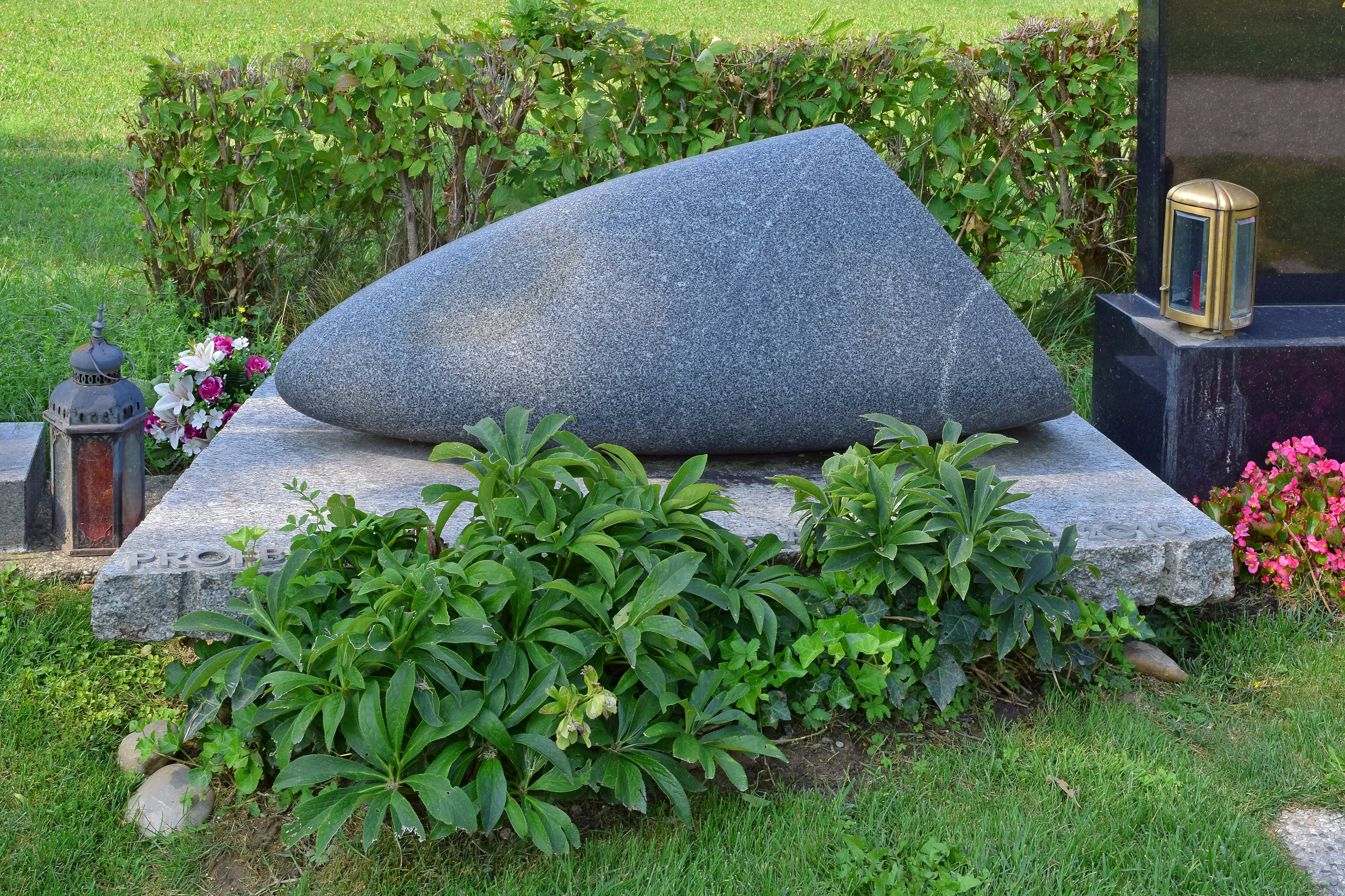
Ehrenhalber gewidmetes Grab von Bruno Gironcoli auf dem Wiener Zentralfriedhof

Bruno Gironcoli (Aussprache [dʒɪːˈronkoˌʟɪː]; * 27. September 1936 in Villach; † 19. Februar 2010 in Wien) war ein österreichischer Maler und Bildhauer.

## Leben und Werk
Bruno Gironcoli begann 1951 eine Goldschmiedelehre in Innsbruck, die er 1956 mit der Gesellenprüfung abschloss. Von 1957 bis 1959 und von 1961 bis 1962 studierte er an der Akademie für angewandte Kunst in Wien. Er ging dann nach Paris, wo ihn die Werke Alberto Giacomettis künstlerisch beeinflussten. Gironcoli arbeitete mit den Materialien Holz, Nylon, Eisen, Aluminium, Glas, Polyester und Draht. Im Jahr 1967 hatte er seine erste Einzelausstellung in der Galerie Heide Hildebrand in Klagenfurt, gefolgt 1968 von einer Einzelausstellung in der Galerie nächst St. Stephan.
1977 wurde Gironcoli als Leiter der Bildhauerschule an die Wiener Akademie der bildenden Künste berufen, wo er als Nachfolger Fritz Wotrubas bis 2004 tätig war. Er erhielt 1993 den Großen Österreichischen Staatspreis für Bildende Kunst und war der offizielle Vertreter Österreichs bei der Biennale di Venezia 2003.
Gironcoli sammelte, obwohl nie selbst in Afrika, afrikanische Masken und Fetische, über 400 Exemplare kamen im Laufe der Zeit zusammen. Die Masken wurden im Gironcoli-Museum in Herberstein ausgestellt.
Das Spätwerk besteht aus monumentalen Skulpturen, meist aus Holz, Eisen und Blech, selten aus Aluminium, die phantastische und surreale Motive umsetzen.
Bruno Gironcoli wurde in einem ehrenhalber gewidmeten Grab auf dem Wiener Zentralfriedhof (Gruppe 40, Nummer 73) bestattet.

## Auszeichnungen
- 1976: Preis der Stadt Wien für Bildende Kunst
- 1979: Österreichischer Kunstpreis für Bildende Kunst
- 1993: Großer Österreichischer Staatspreis
- 1995: Kulturpreis der Stadt Villach
- 1996: Österreichisches Ehrenzeichen für Wissenschaft und Kunst

## Museale Rezeption
Die größte Gesamtschau seiner Werke war von September 2004 bis 2022 in einem eigenen Museum im Park von Schloss Herberstein in der Steiermark zu besichtigen. Auf 2000 Quadratmeter Fläche waren zahlreiche seiner großformatigen, an futuristische Maschinen erinnernden Skulpturen ausgestellt.
In Wien sind einige seiner Werke in der Kunst- und Eventhalle Gironcoli-Kristall in der Donaucity dauerhaft ausgestellt.
Im Jahr 2018 widmete ihm das Museum Moderner Kunst Stiftung Ludwig Wien eine große Personale. Seit Frühjahr 2018 sind ausgewählte Werke Gironcolis in der Dauerausstellung I’m a Believer. Pop Art und Gegenwartskunst aus dem Lenbachhaus und der KiCo Stiftung der Städtischen Galerie im Lenbachhaus und des Kunstbaus München zu sehen.

## Publikationen
- Die Skulpturen 1956–2008. Deutsch.-Engl. Hrsg. v. Bettina M. Busse, 2008, ISBN 978-3-7757-1925-4.
- Bruno Gironcoli – 11 Skulpturen. Ausstellungskatalog Gerhard-Marcks-Haus, Bremen 2007. ISBN 978-3-924412-58-6.
- Bruno Gironcoli. Biennale di Venezia 2003. Österreichischer Pavillon. Deutsch.-italien.-Engl. Hrsg. v. Kasper König u. Bettina M. Busse, 2006, ISBN 978-3-85493-125-6.
- Christian Reder: Forschende Denkweisen. Essays zu künstlerischem Arbeiten (zu Bruno Gironcoli u. a.), Edition Transfer bei Springer, Wien/New York 2004, ISBN 3-211-20523-3
- Die Ungeborenen The Unbegotten, Ausstellungskatalog MAK – Österreichisches Museum für angewandte Kunst, Wien 1997.
- Bruno Gironcoli. Skulpturen – Arbeiten auf Papier. Hrsg. Klaus Thoman, Verlag der Galerie Elisabeth & Klaus Thoman, Innsbruck 1991.